# أرتو يافاناينن
أرتو يافاناينن (Arto Javanainen؛ بوري، ولد في 8 أبريل 1959 وتوفي في 25 يناير 2011) لاعب هوكي جليد فنلندي محترف سابق في الدوري الوطني. لعب مع فريق أسات وتي بي أس. خلال حياته في الملاعب الممتدة 14 موسماً بالدوري الوطني الفنلندي، فاز بلقب الهداف خمس مرات وتصدر الدوري بالنقاط مرة واحدة في موسم 1985-1986 مسجلاً أفضل من معدل تهديف له ب71 نقطة في 36 مباراة. أدخل ضمن قاعة مشاهير الهوكي الفنلندي في عام 2000.

## روابط خارجية
- أرتو يافاناينن على موقع دوري الهوكي الوطني (الإنجليزية)
- أرتو يافاناينن على موقع قاعة مشاهير الهوكي (لاعب أن.إتش.أل) (الإنجليزية)
- أرتو يافاناينن على موقع EliteProspects.com (الإنجليزية)
- أرتو يافاناينن على موقع Eurohockey.com (الإنجليزية)
- أرتو يافاناينن على موقع HockeyDB.com (الإنجليزية)
- أرتو يافاناينن على موقع Hockey-Reference.com (الإنجليزية)
- أرتو يافاناينن على موقع أوليمبيديا (الإنجليزية)